# Russes en France
 (juillet 2017).
Si vous disposez d'ouvrages ou d'articles de référence ou si vous connaissez des sites web de qualité traitant du thème abordé ici, merci de compléter l'article en donnant les références utiles à sa vérifiabilité et en les liant à la section « Notes et références ».

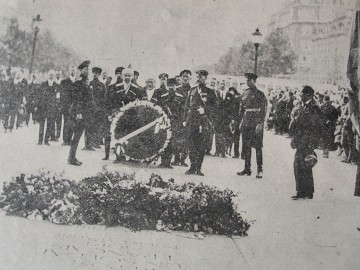
Le général Ievgueni Miller à Paris en 1930.

Les Russes en France (en russe : Русские во Франции, Russkie vo Frantsii) sont des citoyens russes qui ont séjourné temporairement en France ou s'y sont installés définitivement voire ont été naturalisés français.

## Historique

### Avant 1917
La Côte d'Azur était une destination de vacances privilégiée de l'aristocratie européenne, certains s'y rendant également pour le traitement de la tuberculose.
En 1856, le traité de Paris interdit à la flotte russe de la mer Noire de franchir le détroit des Dardanelles, l'empêchant ainsi d'entrer en Méditerranée. Pour détourner cette interdiction et permettre à la flotte russe basée à Kronstadt de naviguer en Méditerranée, un accord est trouvé pour l'utilisation comme base de ravitaillement par la flotte russe des installations de la rade de Villefranche en territoire sarde.
Cet accord entre le tsar et le roi de Sardaigne permet à l'impératrice Alexandra Feodorovna, épouse de Nicolas Ier, de visiter Nice le 26 octobre 1856 ; elle tombe amoureuse de l'endroit. Après la mort de son mari, elle y passait souvent des vacances. En 1856, elle finance la construction de l'église Saint-Nicolas-et-Sainte-Alexandra de Nice, inaugurée en 1859, peu avant l'annexion du comté à l'Empire français, suivie d'une chapelle à la mémoire du tsarévitch Nicolas Alexandrovitch, décédé à Nice, à la place de la villa Bermond. La présence de la famille impériale russe à Nice va attirer de nombreux Russes.
Dénommé de façon informelle quartier « Sainte-Catherine », au pied de la colline du Piol, ce lieu devient le point de villégiature hivernal de l'aristocratie russe, avec notamment la construction de l'hôtel Impérial, l'hôtel Tzaréwitch puis l'hôtel Belvédère, dédié aux cures thermales. En décembre 1912, un demi-siècle plus tard, la cathédrale orthodoxe russe sera consacrée à la mémoire du tsarévitch Nicolas.

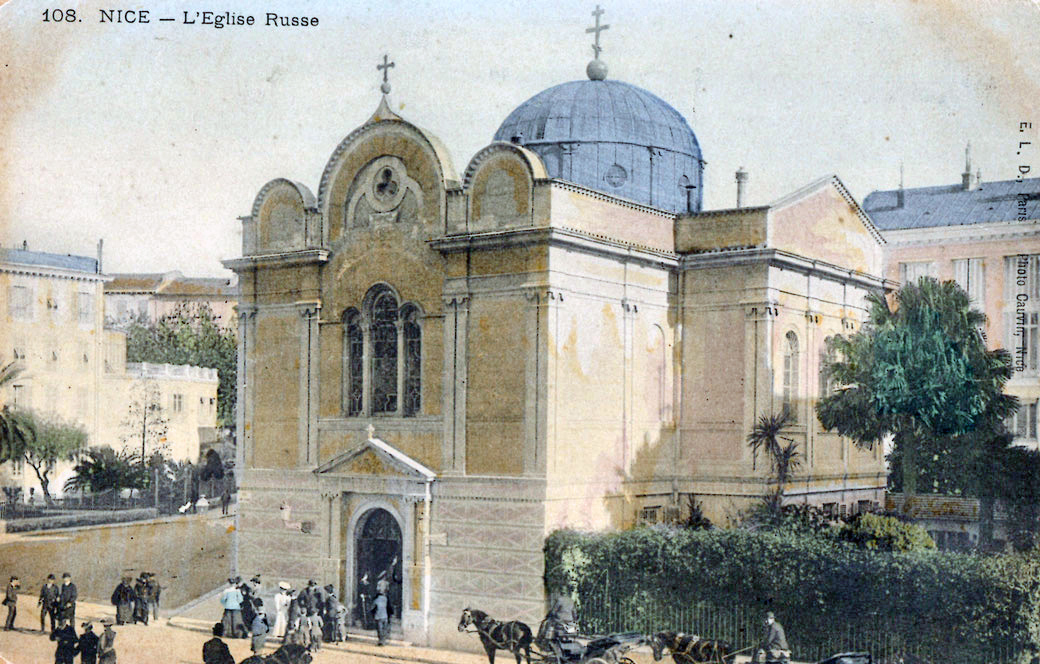
Église Saints-Nicolas-et-Alexandra
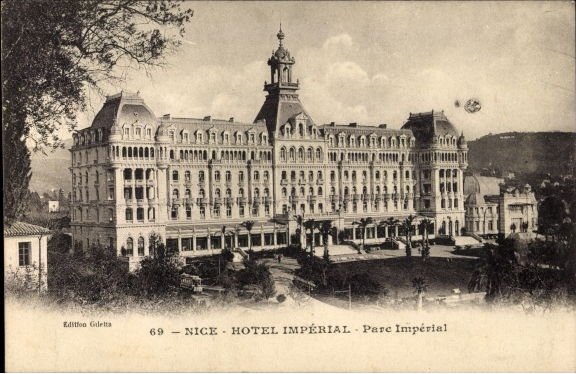
Hôtel Impérial.
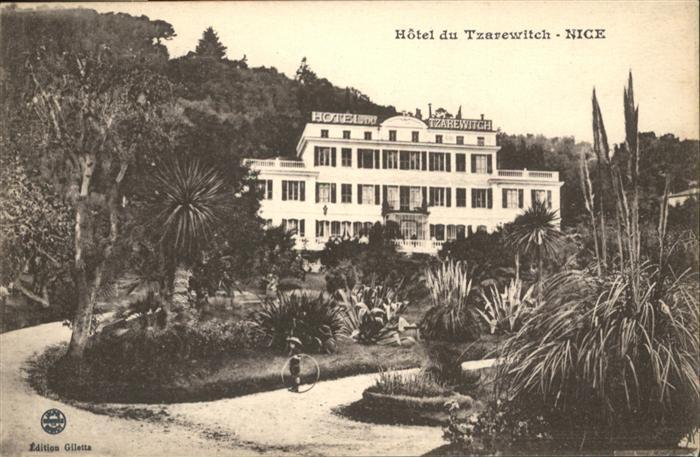
Hôtel Tzarewitch.
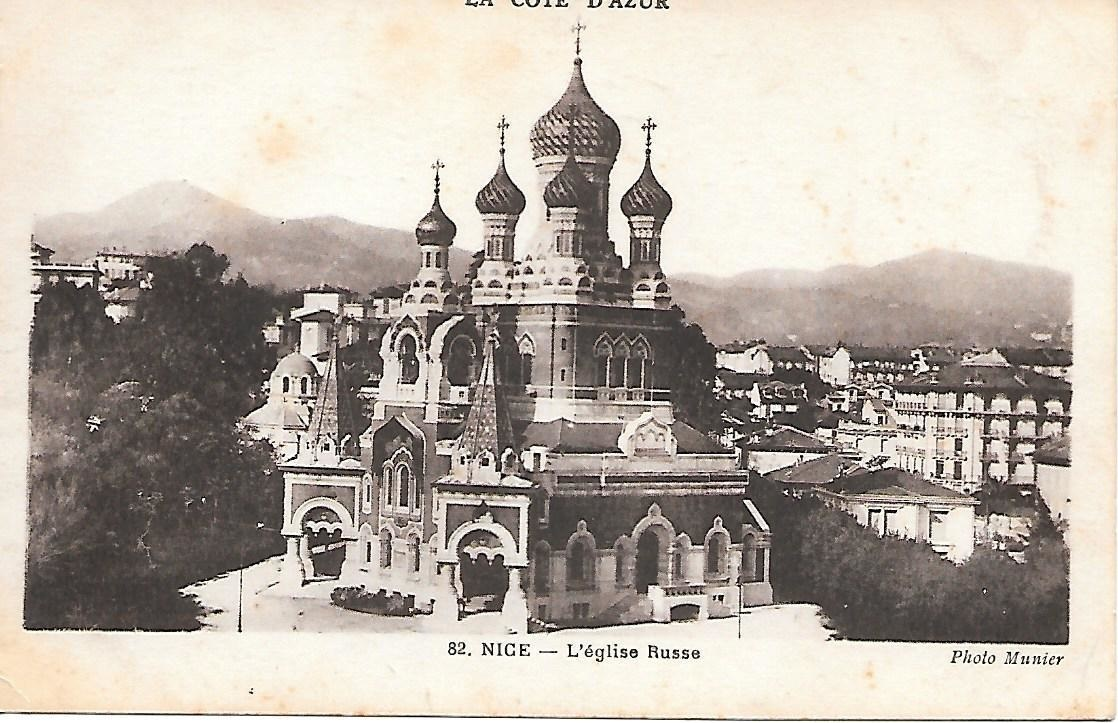
Cathédrale Saint-Nicolas.

### Après la révolution
La première grande vague d’émigration russe fait suite à l'instauration du pouvoir bolchévik en Russie. Dans les années 1930, on comptait en France une cinquantaine de communautés russes groupées autour de sites industriels, sans compter Paris où vivait une bonne partie de l'intelligentsia russe exilée. Au total 100 000 Russes vivaient alors en France. Beaucoup étaient aidés par l'office international Nansen pour les réfugiés et porteurs de passeports Nansen, avant d'être progressivement naturalisés français. La grande majorité étaient orthodoxes mais il y avait aussi des Russes juifs et des Russes musulmans, ainsi que des communistes, mais non-staliniens (par exemple, la famille Tazieff relève des trois dernières catégories).
De nombreuses associations ont alors vu le jour. Œuvres de bienfaisance, bibliothèques, anciens combattants, partis politiques, organisations de jeunesse se multiplièrent. L'importance de l'Église orthodoxe russe hors frontières, la présence de nombreux militaires, l'exil et la nostalgie de la patrie perdue ont contribué à développer en eux un sentiment communautaire. De très nombreuses publications, des revues, des journaux et des livres ont entretenu et fertilisé ce sentiment. La vie intellectuelle des communautés russes est restée très vive dans l'histoire de l'immigration en France.

### Guerre Froide
La seconde vague est celle des citoyens russes de l'Union soviétique s'installant en France au milieu du XXe siècle et à la suite de la Seconde Guerre mondiale, fuyant la dictature dans leur pays. Des exemples célèbres sont Viktor Nekrassov ou Rudolf Noureev.

### Après 1991
Une troisième vague se dessine après la dislocation de l'URSS : il ne s'agit plus de réfugiés politiques (statut désormais très difficile à obtenir, quelles que soient les conditions dans le pays d'origine) mais d'une part de Russes venant travailler, et d'autre part d'oligarques venant investir en France ou s'installant dans les régions de villégiature et à Paris.

### Après 2022
Une nouvelle vague de Russes arrive en France après l'invasion de l'Ukraine par la Russie, le 24 février 2022, les « relokanti ». Ils sont majoritairement jeunes, masculins, éduqués et occupaient (ou occupent) des emplois qualifiés. Il s'agit dans certains cas d'opposants à la guerre, et dans certains cas de déserteurs, mais plus généralement de personnes « dont la vie, ou les perspectives d’avenir, ont été rendues impossibles dans une Russie tout entière livrée à l’autoritarisme et à sa confrontation avec l’Occident ».

## Implantations géographiques

### En Rhône-Alpes
Les premiers émigrés russes sont venus en France au début du XXe siècle. Ils se sont installés à Rives et près de Rioupéroux en Oisans. Cette vague d'émigration concernait les Russes qui fuyaient le régime bolchevik de Russie. Les anciens officiers de l'armée Blanche et leurs familles ont trouvé refuge dans les montagnes d'Oisans. Les difficultés d'intégration et de travail pénible de simples ouvriers ont changé définitivement leurs vies.

#### En Isère: les Russes à Rives
Les Russes qui vivaient à Rives, près de Grenoble, sont connus par l'histoire du château de l'Orgère.

#### En Savoie: les Russes à Ugine

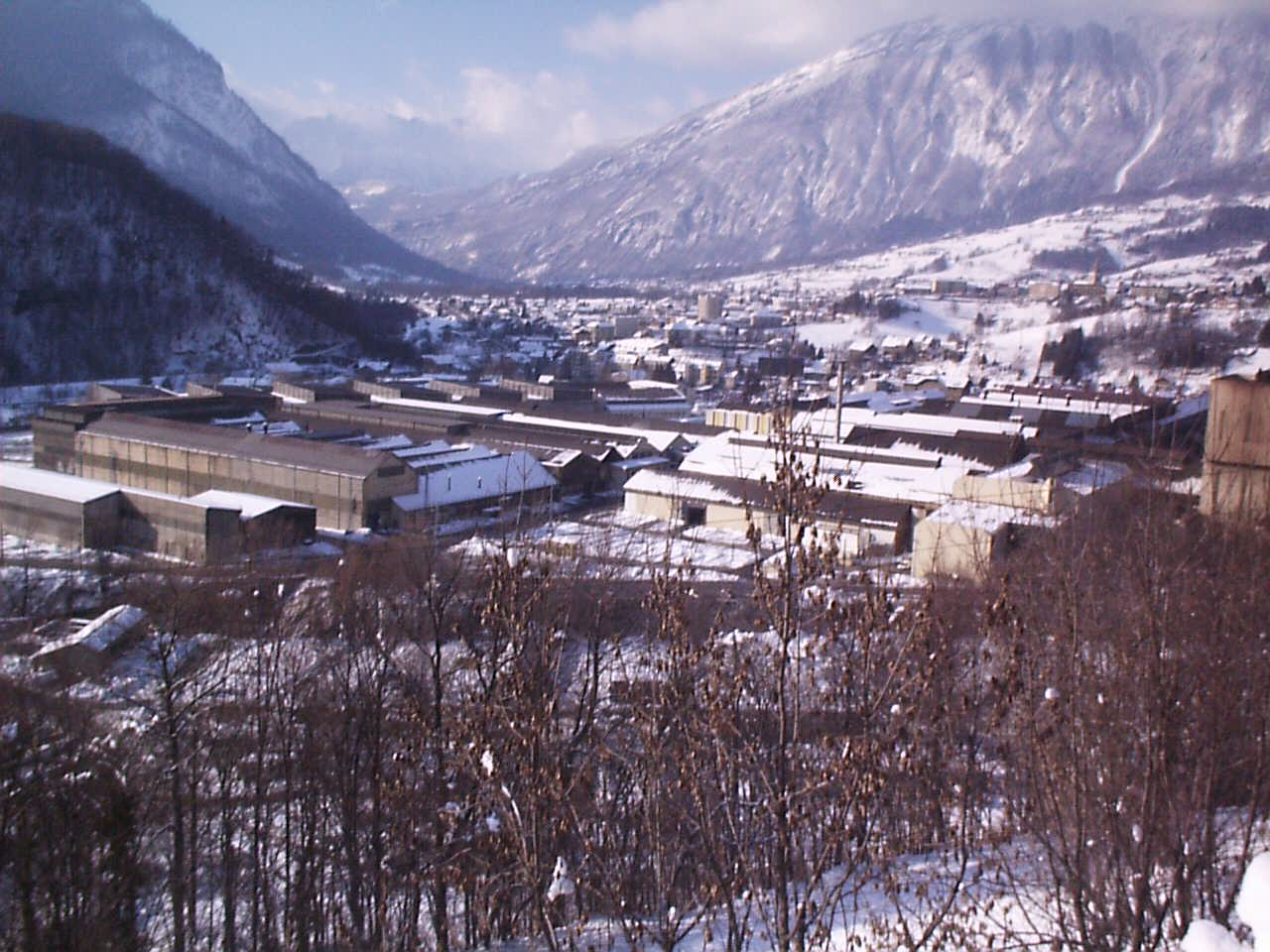
Les aciéries d'Ugine.

Au début des années 1920, la France manque de main-d’œuvre masculine. Cette pénurie est particulièrement criante dans les vallées alpines où s'était développée une puissante industrie électro-métallurgique et électro-chimique à la fin du XIXe siècle, notamment en Savoie. L'aciérie d'Ugine  est particulièrement demandeuse de travailleurs, quelle que soit leur origine et leur qualification. C'est ainsi que plus de 2 000 Russes viendront travailler aux aciéries de la ville d'Ugine en Savoie de 1923 à 1931. De nombreux Russes - considérés comme « Blancs » - ont fui leur pays à la fin de la guerre civile. Parmi eux de nombreux militaires, officiers, sous-officiers, des Cosaques. Beaucoup d'entre eux sont venus de la Bulgarie et de pays baltes où ils étaient réfugiés. Ils ont formé le groupe d'immigrés le plus important après les Italiens. La Direction des aciéries va leur délivrer un contrat de travail, leur fournir un logement. Les célibataires sont logés par les aciéries dans les six bâtiments construits pour eux dans l'enceinte de l'usine. Les couples sont logés au vieux phalanstère de l'usine ou à proximité des alliages. Plus tard, au début des années 1930, ils résideront aussi aux phalanstères des Corrües ou de l'Isle. Une cantine spéciale pour les Russes fut créée avec l'aide de la direction.
La communauté reste assez fermée sur elle-même. L'obstacle de la langue, l'espoir de repartir bientôt, les séjours souvent brefs contribuent à maintenir une communauté assez repliée sur elle-même. Ces apatrides, essentiellement des militaires, acceptent les dures conditions de travail car ils sont persuadés qu'ils retrouveront bientôt la Mère Patrie. La plupart d'entre eux s'implanteront durablement en Savoie. Étant très majoritairement de religion orthodoxe, les Russes demandèrent également à la direction de l'usine un local pour installer une église. Une centaine de mariages et près de deux cents naissances ont lieu entre 1925 et 1941 parmi les Russes d'Ugine. Très vite sont créés une école pour enseigner la langue russe aux enfants, un cercle, une bibliothèque, une école de musique, une troupe de théâtre.
Jusqu'en 1939, la communauté comptait environ 700 personnes. La Seconde Guerre mondiale va sonner son déclin. En mars 1942, 70 Russes d'Ugine partirent pour l'Allemagne, le tiers de l'effectif au travail. Ils pensaient poursuivre ainsi la guerre civile et contribuer à renverser le bolchévisme. D'autres combattront courageusement parmi la Résistance.
L'appel de Staline en 1947 provoqua le départ de nombreuses familles, 80 personnes retournèrent en Russie. Dans les décennies suivantes, les morts et les départs se succédèrent. Dans les années 1980, il ne restait plus qu'une trentaine de familles dans la région.

### À Paris et en région parisienne
Parmi les Russes blancs émigrés à Paris, on compte par exemple Félix Ioussoupov, les sœurs Nathalie et Irina Pavlovna Paley ou encore Vladimir Volkoff.
En 1925 est créée à Paris l'Union de la noblesse russe (UNR), une association regroupant les aristocrates ayant émigré à la suite de la Révolution russe de 1917. Le comte D. S. Cheremeteff en est le premier président ; parmi ses successeurs, on compte le prince Serge Obolensky, de 1970 à 2006. Souhaitant défendre les valeurs de la noblesse russe, organisant des manifestations culturelles (conférences, expositions, bulletins d'information), menant des opérations charitables afin d'aider ses membres dans le besoin et fournissant des informations généalogiques, l'UNR est toujours active de nos jours, en France et dans d'autres pays européens.
Après la révolution, Sophie Balachowsky-Petit, dite Olga Petit, aide de nombreux intellectuels et hommes politiques russes à obtenir leurs permis et visas pour leur exil en France. Par exemple, elle obtient des permis de séjour pour le philosophe Léon Chestov et sa famille, et Ivan Bounine, le premier Russe à recevoir le prix Nobel de littérature, la poétesse et écrivaine Zinaïda Hippius et le philosophe Nicolas Berdiaev.
En 1923 est créé le conservatoire Serge-Rachmaninoff de Paris.
En 1935, Marie Skobtsova crée au 77 rue de Lourmel (15e arrondissement), un foyer qui devient l'un des grands centres de l'organisation de l'immigration russe en France.
Plusieurs rues de l'arrondissement portent par ailleurs des noms en hommage à la communauté russe : la rue Mère-Marie-Skobtsov, la villa Marie-Vassilieff ou encore l'allée Irène-Némirovsky.
Outre des Russes blancs émigrent aussi à Paris d'anciens révolutionnaires passés dans l'opposition à Staline, comme Lev Sedov, le fils de Trotski, qui meurt à Paris en 1938, peut-être assassiné.
Dans l'entre-deux-guerres est créée la Société des Amis de l'URSS, dont France-URSS est l'héritière. Pro-soviétique, elle entraîne en 1938 la création de la Société des Amis de la Russie nationale, soutien des Russes blancs.

## L'Église orthodoxe russe dans la région d'Ugine (Savoie)

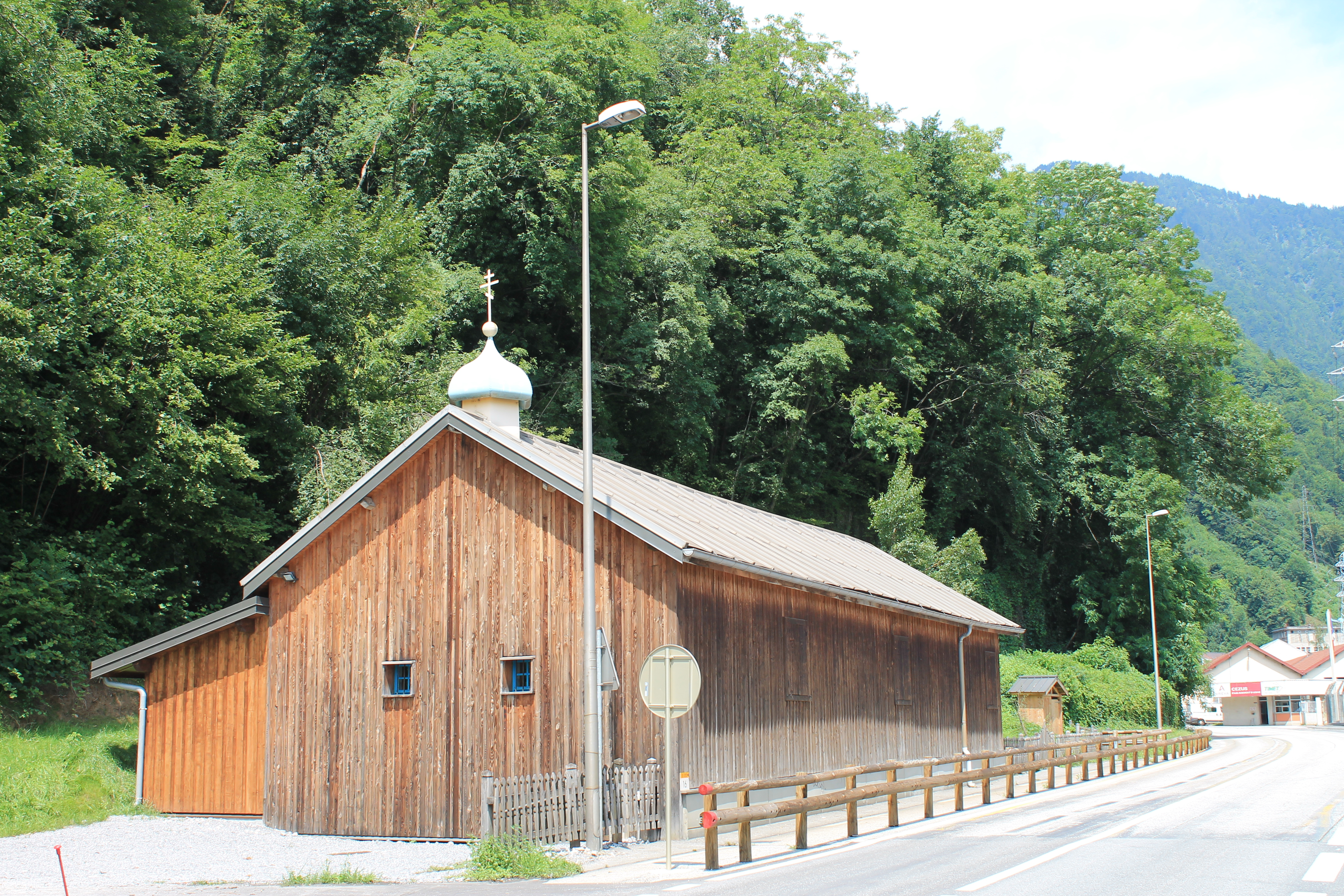
Église Saint-Nicolas à Ugine.

### L'église orthodoxe Saint-Nicolas
En 1924, les Russes présents à l'usine d'Ugine créent un lieu de culte. Elle est consacrée en décembre 1926. Le sol est en terre battue. Il n'y a pas d'iconostase mais des draps tendus. Ils seront remplacés par une iconostase venant de Bizerte à la fin des années 1920. La paroisse dépendait du Patriarcat de Constantinople et s'est rattachée au Patriarcat de Moscou en 1947. Le dernier prêtre, le père Philippe Chportak n'a pas été remplacé à sa mort en 1980. Depuis cette date, des liturgies furent célébrées épisodiquement, l'église servant surtout pour les funérailles. En 2001, la pourriture du bardage, l'oxydation du toit et les infiltrations d'eau la condamnait disparaître. Elle a été sauvée et restaurée par l'association « La Communauté Russe et Ugine ».

### L'église orthodoxe de la Sainte Trinité
Construite à la fin des années 1920 par l'église orthodoxe russe hors frontières, cette petite église était située au lieu-dit « Les Glaciers » sur la route d'Albertville. Elle a cessé de vivre après le départ du père Georges Samkoff en 1945 et fut démolie dans les années 1990.

### La communauté baptiste
La communauté baptiste d'Ugine comptait une quinzaine de Russes. Certains venaient de familles de vieux-croyants.

### Personnalités russes de la région
Saint Alexis d'Ugine (1867-1934), prêtre russe, fêté le 22 août.